# Andorra javasolt világörökségi helyszínei
Andorra területéről eddig egy helyszín került fel a világörökségi listára,  egy másik  helyszín a javaslati listán várakozik a felvételre.
| Megnevezés                                                                                   | Kép | Típus      | Kritérium | Év   | Link |
| -------------------------------------------------------------------------------------------- | --- | ---------- | --------- | ---- | ---- |
| A pireneusi állam létrejöttének emlékei Andorra, Spanyolország, Franciaország közös jelölése |     | Kulturális | III, IV   | 2021 | 6505 |